# Manucho
Mateus Alberto Contreiras Gonçalves (Luanda, 7 maart 1983) - alias Manucho - is een Angolese voetballer die bij voorkeur als aanvaller speelt. Hij verruilde medio 2018 Rayo Vallecano voor UE Cornellà. Manucho debuteerde in 2006 in het nationaal elftal van Angola.

## Jeugd
Manucho begon te spelen bij de kleine jeugdclub Flamenguinhos in de wijk Terra Nova in zijn geboortestad Luanda. Deze werd gecoacht door zijn vader Alberto Gonçalves.

## Clubs in Angola
Hij kreeg een contract bij Benfica de Luanda, een middenmoter in de Angolese competitie. Van daaruit vertrok hij naar Petro Atlético. In het begin stond hij daar in de schaduw van de aanvaller Flávio Amado. Toen deze overstapte naar Al-Ahly kon Manucho zijn stempel op de club drukken. Hij won in 2006 en 2007 de Akwa-trofee als topscorer van de Angolese competitie met respectievelijk 16 en 15 goals.

## Europa
In 2007 werd Manucho in contact gebracht met Manchester United door de toenmalige assistent-trainer Carlos Queiroz. Aan het einde van dat jaar had hij een stage van drie weken bij Manchester. Alex Ferguson bood hem naar aanleiding hiervan een contract aan. Op 21 december werd officieel bekendgemaakt dat Manucho getekend had vanaf 1 januari.
Er waren echter problemen met zijn werkvergunning in Engeland. Daarom werd hij uitgeleend aan Panathinaikos gedurende het seizoen 2007–2008. Deze uitleenperiode begon nadat Angola door Egypte was uitgeschakeld in de Afrika Cup 2008. Bij Panathinaikos scoorde Manucho meteen in zijn eerste wedstrijd tegen Larissa.

## Angolees elftal
Manucho was lid van het Angolees elftal tijdens de succesvolle kwalificatie voor de Afrika Cup 2008. In januari van dat jaar werd hij bij de selectie voor dit kampioenschap gevoegd, nadat hij al in 2006 zijn debuut had gemaakt.
Hij maakte het openingsdoelpunt in de eerste wedstrijd tegen Zuid-Afrika, en scoorde twee keer in de wedstrijd tegen Senegal. In de kwartfinale, die verloren werd van Egypte, scoorde hij vanaf 25 meter. Dit werd beschreven als "de beste goal van het toernooi tot dusver." Hij werd daarop in het elftal van de beste spelers van het toernooi gekozen.